# Transatlantic (Film)
Transatlantic ist eine US-amerikanische Kriminalkomödie aus dem Jahr 1931.

## Handlung
An Bord des Luxusliners SS Transatlantic erzählt der Mühlenbesitzer Rudolph Kramer seiner Tochter Judy wie glücklich er ist, mit ihr eine solche Reise unternehmen zu können, für die er sein Leben lang gesparte habe. Mit an Bord ist Monty Greer, ein freundlicher Gauner, der sich auf das Stehlen von Gepäckstücken spezialisiert hat. Auch Montys Rivale Handsome ist an Bord, der sich den Bankier Henry Graham und dessen Frau Kay als Opfer ausgesucht hat.
Bei den Grahams herrscht schlechte Stimmung, als Kay ihren Mann beschuldigt, mit der jungen Sigrid Carlene eine Affäre zu haben. Als Monty unter dem Vorwand, sein verlorenes Gepäck zu suchen, in Henrys Kabine kommt, wird er von diesem überrascht. Monty entschuldigt sich für sein Eindringen und bemerkt, wo Kays Kabine ist. Später begegnet Monty Judy. Beide freunden sich schnell an. Judy erzählt ihm, dass die ganzen Ersparnisse ihres Vaters bei der Graham Investment Gesellschaft in New York liegen.
Auf See erreicht Henry die Nachricht, dass seine Gesellschaft einen Verlust von 20 Millionen Dollar eingefahren hat. Henry selber ist von dem Verlust nicht betroffen, da er sein Vermögen mit sich führt. Doch Rudolph ist ruiniert und wird mutlos. Als er Henry um finanzielle Unterstützung bittet, lässt ihn Henry aus der Kabine werfen. Unterdessen bereitet Handsome seinen Coup vor. Judy erzählt Monty von den Anschuldigungen, die ihr Vater gegenüber Henry erhoben hat. Kurz danach hört Monty einen Schuss aus der Richtung von Henrys Kabine. Monty dringt in die Kabine ein und findet Rudolph vor, der eine Waffe in der Hand hält. Um Rudolph zu schützen, wischt er Rudolphs Fingerabdrücke ab.
Während die Besatzung den Mord untersucht, kommt der Diebstahl ans Licht. Rudolph und Monty werden zur Brücke zum Kapitän befohlen. Rudolph gesteht die Absicht, Henry zu töten. Doch der Schuss, der Henry getötet hat, kam aus einer anderen Waffe. Monty ist überzeugt, dass Handsome der Schütze war und sucht ihn. In einem Kesselraum kommt es zwischen den beiden zu einem Duell. Monty schießt Handsome nieder, der den Raubmord gesteht. Das Glück der Kramers wird vollständig, als Kay ihnen finanzielle Hilfe anbietet. Monty küsst daraufhin Judy.

## Kritik
Jonathan Rosenbaum vom "Chicago Reader" befand, der selten gezeigte Film sei eine Art Prä-Citizen-Kane mit seiner Bildtiefe, weiten Kamerawinkeln und den klaustrophobischen Sets.

## Auszeichnungen
1932 wurde Gordon Wiles in der Kategorie Beste Ausstattung mit dem Oscar ausgezeichnet.

## Hintergrund
Die Uraufführung fand am 30. August 1931 statt.